# Lyme (New Hampshire)
Pour les articles homonymes, voir Lyme.
Lyme est une ville du comté de Grafton dans l'État du New Hampshire aux États-Unis. Lors du recensement de 2010, elle comptait 1 716 habitants.
Le domaine skiable du Dartmouth Skiway (en), propriété du Dartmouth College, qui lui est situé dans la ville voisine de Hanover, se trouve sur le territoire de Lyme, qui est par ailleurs aussi traversé par le Sentier des Appalaches.

## Galerie

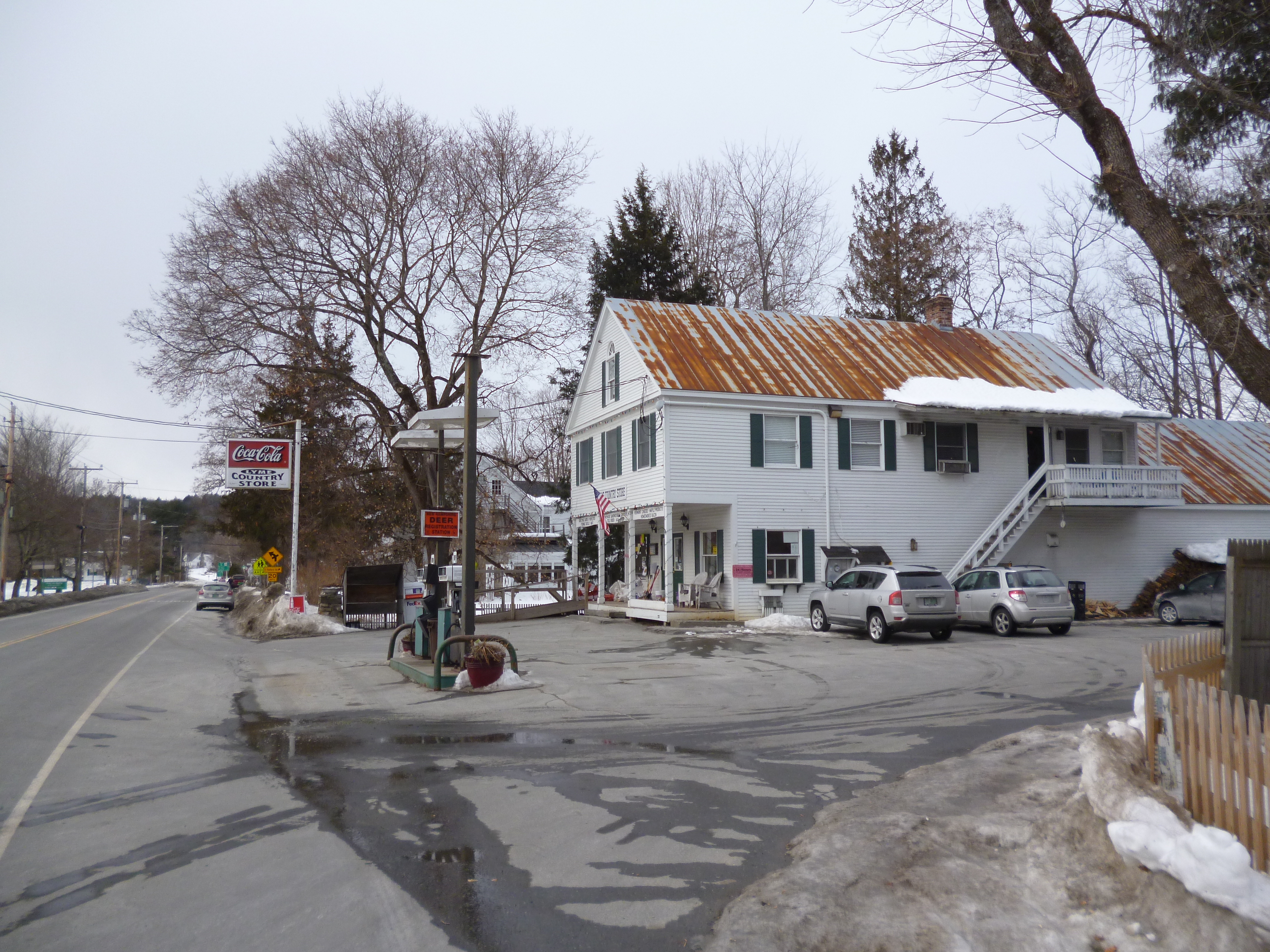
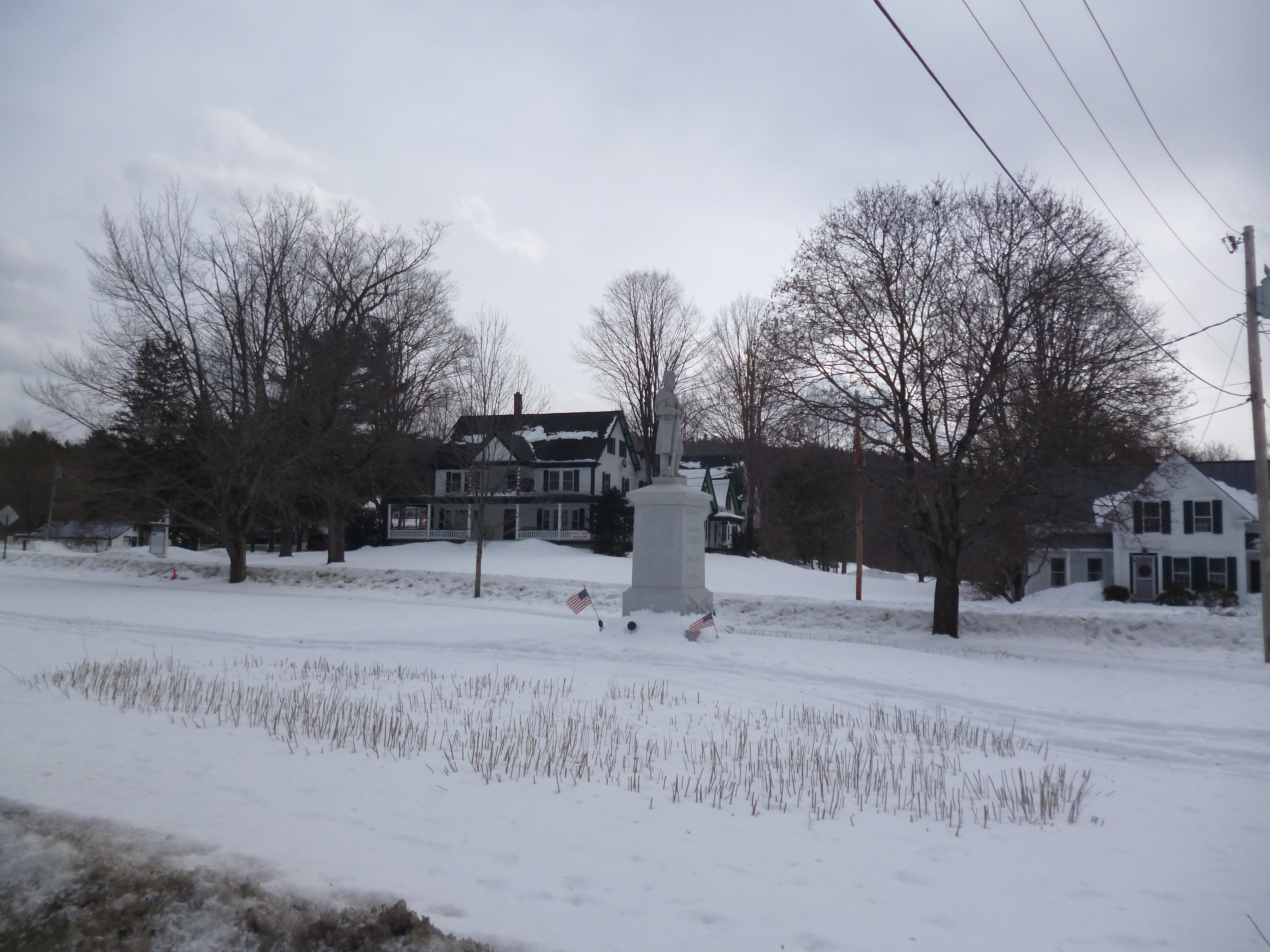
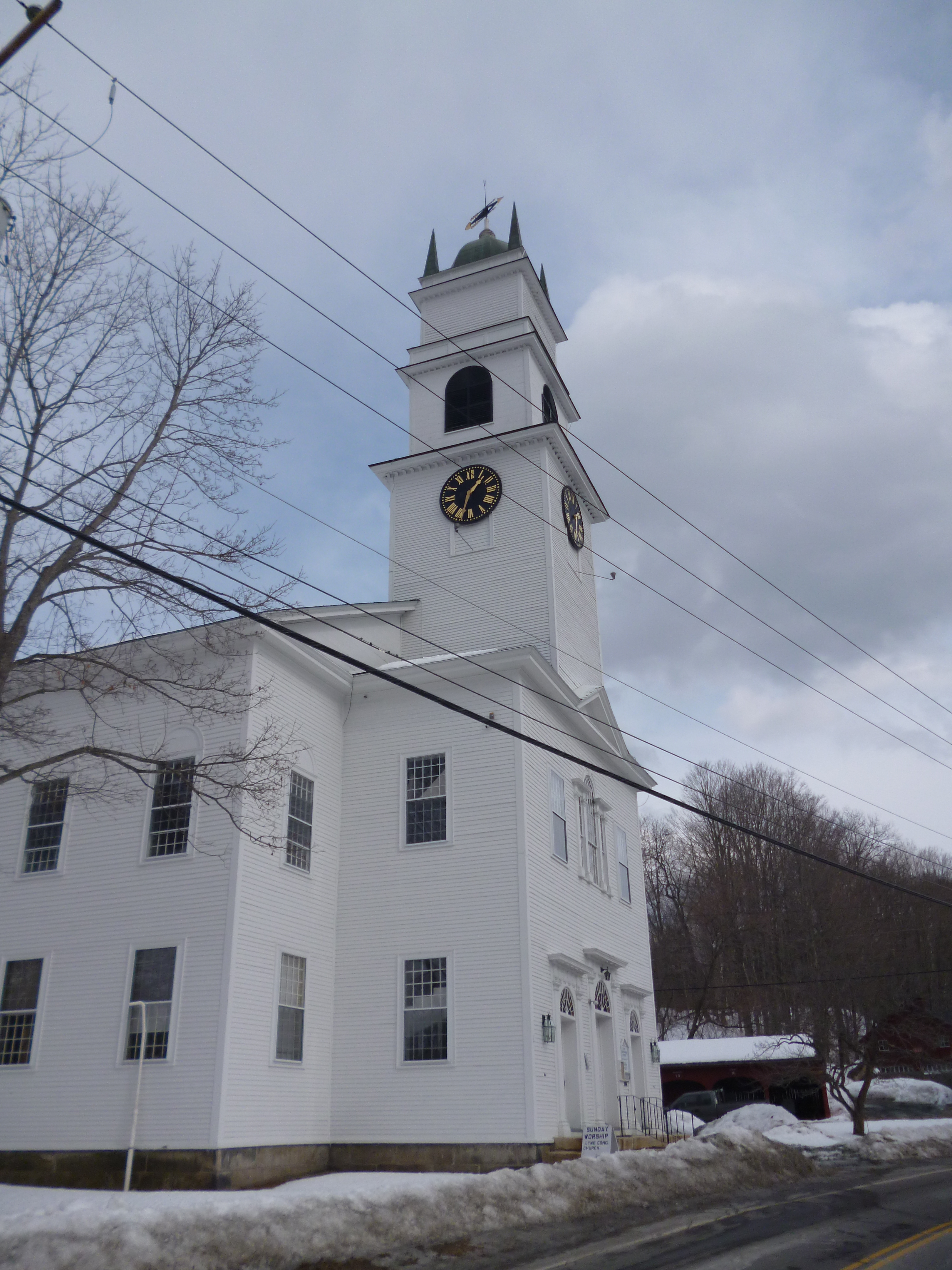
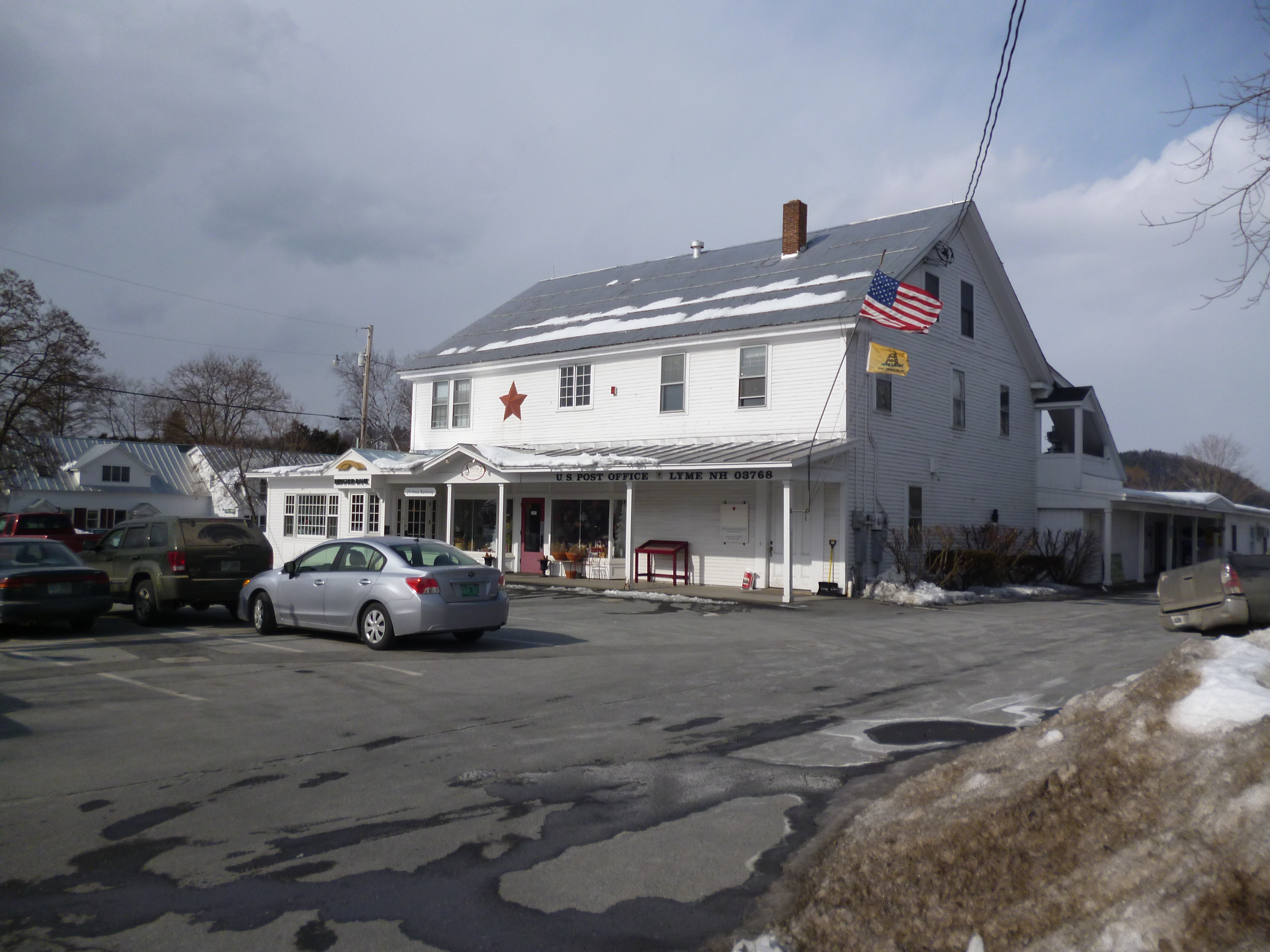